# ФК Норшелан
ФК Норшелан (на датски: FC Nordsjælland, ['noʁɕɛlɑnˀ], датско произношение) или съкратено ФКН (FCN) е датски футболен клуб от град Фарум. „Норшелан“ играе в Датската суперлига. През сезон 2011/12 я печели, като става за първи път в своята история шампион на Дания. На два пъти е носител на купата на страната през сезон 2009/10 и 2010/11. През сезон 2012/13 играе, също за първи път в групите на Шампионската лига.

## Предишни имена
- БК Фарум, 1991 – 2003 (след сливане на „Farum Idræts Klub“ и „Stavnsholt Boldklub“).[6]
- ФК Норшелан, от 2003 г.

## Успехи
- Суперлига
  -  Шампион (1): 2011/12
  -  Сребърен медал (2): 2012/13, 2022/23
  -  Бронзов медал (1): 2017/18
- Първа дивизия
  -  Сребърен медал (1): 2001/02
- Купа на Дания
  -  Носител (2): 2009/10, 2010/11
- Купа Ла Манга
  -  Носител (1): 2012